# سافینگل
سافینگل (به انگلیسی: Safingol) یک ترکیب شیمیایی با شناسه پاب‌کم ۳۰۵۸۷۳۹ است.